# تریپ ترپ
تریپ ترپ (به انگلیسی: Tripp Trapp) (که قبلاً به نام کیندرتسیئات در آمریکای شمالی شناخته می‌شد) یک صندلی پایه‌بلند چوبی قابل تنظیم برای کودکان است. این توسط طراح مبلمان اهل نروژ، پیتر اوپسویک برای شرکت استوکه ای‌اس توسعه داده شد. در سال ۱۹۷۲ میلادی راهی بازار شد، به مرور زمان به یکی از پرفروش‌ترین کالاها تبدیل شد. پیتر اوپسویک همچنین طراح صندلی زانویی اصلی بالانس با همکاری هانس کریستین منگسهول است.

## تاریخچهٔ توسعه
پیتر اوپسویک متوجه شد که پسرش تور هیچ صندلی ندارد که بتواند او را در ارتفاع مناسب کنار میز شام خانواده قرار دهد و او را قادر سازد تا با بقیهٔ اعضای خانواده باشد. او سپس صندلی‌ای ساخت که قابل تنظیم بود و با بزرگ‌تر شدن پسرش با اندازهٔ پسرش تغییر می‌کرد.
تریپ ترپ در ابتدا فروش خوبی نداشت، اما یک بخش خبری در تلویزیون نروژ در سال ۱۹۷۴ میلادی علاقه‌ای را میان مردم برانگیخت که در طول سال‌ها قوت گرفت. تا سال ۲۰۱۶ میلادی تریپ ترپ بیش از ۱۰ میلیون صندلی فروخته بود.

## مشخصات محصول
تریپ ترپ دارای یک صندلی و زیرپایی است که هم در ارتفاع و هم از نظر عمق قابل تنظیم است؛ بنابراین صندلی را می‌توان با رشد کودک سازگار کرد. علاوه بر این، صندلی ابعاد مناسبی دارد و به قدری پایدار است که حتی یک کودک نوپا می‌تواند به تنهایی با خیال راحت از روی صندلی بالا برود. صندلی پایه‌بلند تریپ ترپ از چوب راش و با تعدادی نسخهٔ محدود از چوب بلوط ساخته شده‌ است.